# 那賀川町黒地
那賀川町黒地（なかがわちょうくろじ）は、徳島県阿南市の大字。2010年10月1日現在の人口は741人、世帯数は294世帯。郵便番号は〒779-1121。

## 地理
阿南市の北部に位置。西は羽ノ浦町中庄、北は小松島市・那賀川町島尻、南東は那賀川町八幡に接する。稲作中心の農業地帯であるが、ほとんどが兼業農家。東部には団地が並ぶ。

## 歴史
2006年（平成18年）3月20日に那賀郡那賀川町が阿南市と合併し、阿南市那賀川町黒地になる。

## 施設
- 池ノ上八幡神社
- 宮面神社
- 道浄寺

## 交通

### 道路
都道府県道
- 徳島県道141号大林那賀川阿南線
- 徳島県道274号坂野羽ノ浦線
- 徳島県道275号敷地羽ノ浦線